# Saimaakanaal
Het Saimaakanaal (Fins: Saimaan kanava, Russisch: Сайменский канал) is een kanaal in Finland en Rusland dat het Saimaameer en de Finse Golf met elkaar verbindt.

## Geografische kenmerken
Het kanaal loopt van het Finse Lappeenranta naar de Finse Golf nabij Vyborg en Vysotsk. De totale lengte bedraagt 42,9 kilometer; hiervan loopt 19,6 kilometer door Rusland en 23,3 kilometer door Finland. De breedte varieert van 34 tot 55 meter. Het Saimaameer ligt op 76 meter boven de zeespiegel, dit is dus ook het totale verval van het Saimaakanaal. Het kanaal kent acht sluizen, waarvan drie in Finland en vijf in Rusland. Het kanaal is geschikt voor schepen tot ca. 2500 ton, met een maximale lengte van 82,5 m en breedte van 12,6 m. Het kanaal is 's winters gesloten vanwege ijsgang; het gaat meestal eind maart/begin april weer open.
Aangezien het Saimaameer geen afgesloten geheel is, maar met heel veel andere meren in verbinding staat, is het Saimaakanaal van vitaal belang voor Finland, vnl. voor de export van hout.

## Geschiedenis
Met de aanleg en het graven werd begonnen in 1845, toen Finland een groothertogdom van Rusland was. In 1856 werd het kanaal in gebruik genomen. Na de Finse onafhankelijkheid in 1917 lag het kanaal geheel op Fins grondgebied. Toen Finland na de Vervolgoorlog een flink stuk van Karelië, inclusief Vyborg, moest afstaan aan de Sovjet-Unie, lag het kanaal opeens in twee landen. Na de oorlog had Finland als verliezende partij een zeer moeilijke en delicate relatie met de Sovjet-Unie; het kanaal werd lange tijd niet gebruikt.
In 1963 kwam hier verandering in toen Finland het Russische gedeelte en het eiland Malyj Vysotskij (Fins: Ravansaari) voor vijftig jaar pachtte. Er werd door beide partijen begonnen met het verdiepen van het kanaal en het moderniseren van de sluizen, en in 1968 werden de houttransporten hervat. De zgn. Saimaa Canal Commission is verantwoordelijk voor de uitvoering van de pachtovereenkomst; de regulering van de scheepvaart en de afgifte van vergunningen.
Sinds 1991 is het kanaal ook toegankelijk voor de pleziervaart. De Finnen hebben in 2008 een nieuwe pachtovereenkomst voor vijftig jaar afgesloten met Rusland, aansluitend op de eerste pacht die afliep in 2013.
Na de Russische invasie van Oekraïne in 2022 kwam het scheepvaartverkeer in het kanaal vrijwel tot stilstand, hoewel zeescheepvaart op het kanaal niet onder de sancties tegen Rusland valt. In 2022 gingen nog maar enkele schepen door het kanaal; in 2018 waren dat er nog 2000, waarvan ca. 1000 vrachtschepen. Verzekeringsmaatschappijen zijn terughoudend om verkeer door het kanaal te verzekeren; ook scheepseigenaren aarzelen. Wel is er nog pleziervaart in het Finse deel van het kanaal.